# Polyglobulie

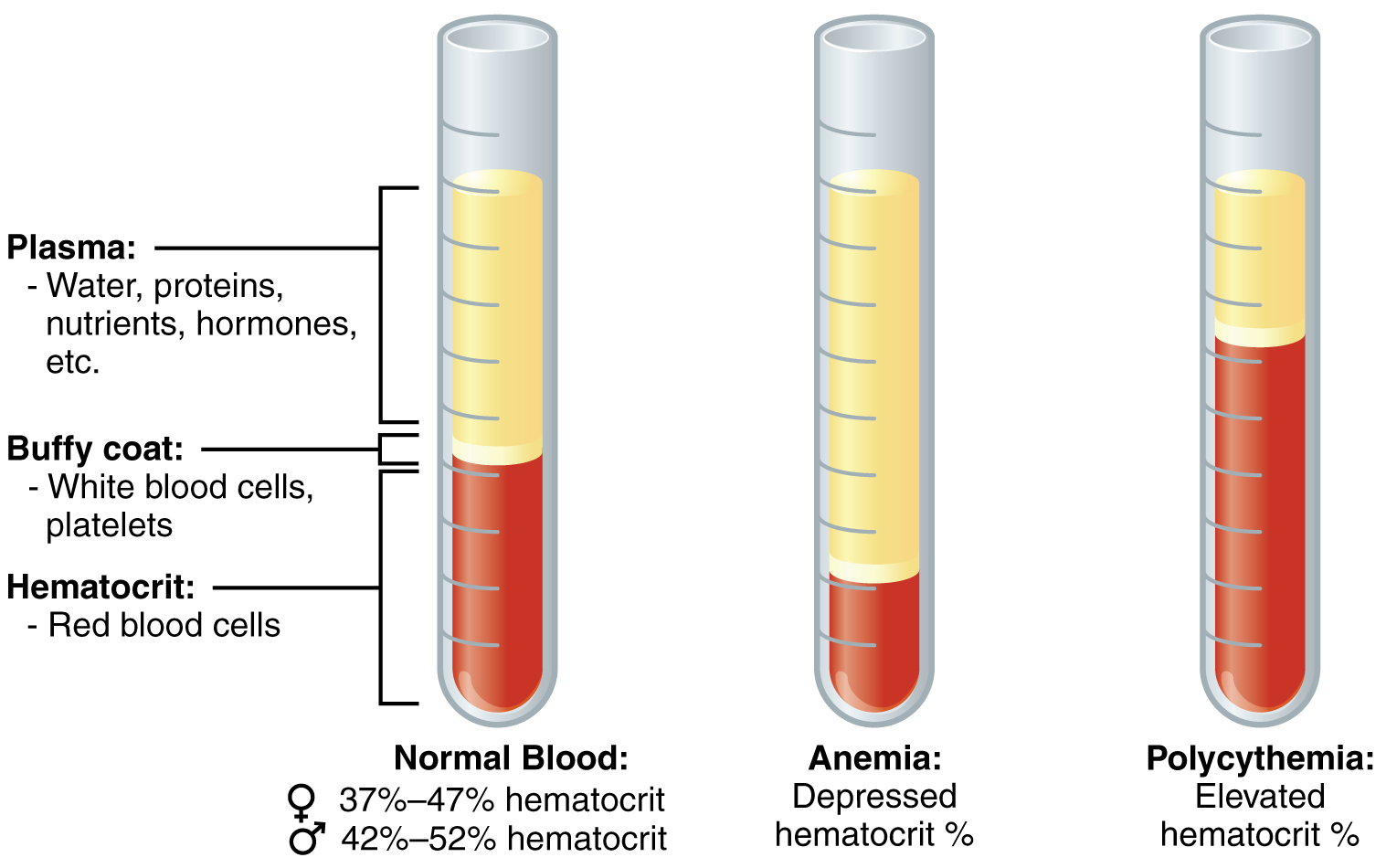
Normale Zusammensetzung des Blutes (links) im Vergleich zu Anämie (Mitte) und Polyglobulie (rechts)

Eine Polyglobulie (Kompositum aus gr. πολύ „viel“ und lat. globulus „Kügelchen“; wegen des Hämoglobins), eine Erythrozytose (von gr. ερυθρός, erythrós; dt. „rot“ und gr. κύτταρο, kýttaro; dt. „Zelle“ sowie gr. -όση, -óse; substantivierende Endung wie dt. „-heit“) oder eine sekundäre Polyzythämie (von gr. αίμα, häma; dt. „Blut“; in Abgrenzung von primären Formen der Polyzythämie) nennt man eine durch gesteigerte Blutneubildung erhöhte Erythrozytenzahl oder Hämoglobinkonzentration im Blut. Im Blutbild findet sich ein erhöhter Hämatokritwert.

## Ursachen
- als physiologische Anpassung an äußeren Sauerstoffmangel, beispielsweise in der Höhenluft
- als pathophysiologische Anpassung an inneren Sauerstoffmangel bei Lungen- und Herzerkrankungen (etwa im Rahmen der Eisenmenger-Reaktion) oder bei gestörtem oder defektem Hämoglobin
- durch Einwirkung von Giftstoffen oder bösartigen Tumoren (wie bei der Polycythaemia vera oder durch paraneoplastisch gesteigerte Erythropoetin-Ausschüttung bei Nierentumoren, auch bei Zwischenhirn-Fehlfunktion) oder passager im Rahmen einer Osteomyelofibrose
- Doping (oder therapeutische Behandlung) mit EPO oder Androgenen
- als sekundäre Reaktion bei einem sehr seltenen Defekt des Enzyms Bisphosphoglyceratmutase in den Erythrozyten (siehe Rapoport-Luebering-Zyklus)
- als Folge des fetofetalen Transfusionssyndroms auf Seite des Akzeptors

## Differenzialdiagnose
Eine nur scheinbare Polyglobulie, eine Pseudopolyglobulie (oder Eindickungspolyglobulie) tritt auf etwa beim Verlust von Volumen im Blutkreislauf durch Austrocknung oder durch Verbrennungen: Hier ist der relative Anteil an Feststoffen im Blut zu hoch (erhöhter Hämatokrit), ohne dass – wie definitionsgemäß bei einer Polyglobulie gefordert – die Neubildung der roten Blutkörperchen gesteigert wäre.
Differentialdiagnostisch ist auch abzuklären, ob als Ursache eine Polycythaemia vera in Frage kommt.

## Auswirkungen
Durch die Bluteindickung werden die Fließeigenschaften des Blutes verschlechtert (die Viskosität nimmt zu). Es können sich Thrombosen (im Auge etwa als Zentralvenenthrombose) entwickeln, das Risiko für Schlaganfall und Herzinfarkt vergrößert sich. Bleibt ein Anteil des vermehrten roten Blutfarbstoffs ungesättigt von Sauerstoff, bildet sich eine Zyanose aus, obwohl die Sauerstoffversorgung des Organismus ausreichend sein kann.

## Behandlung
Beseitigung der Ursachen, Infusionen zur Blutverdünnung oder entsprechende Medikamente, Infektionsprophylaxe, Aderlass.